# 엔비디아
엔비디아 코퍼레이션(Nvidia Corporation)은 캘리포니아주 샌타클래라에 본사를 두고 델라웨어에 법인을 둔 미국의 다국적 기업이자 기술 회사이다. 데이터 사이언스 및 고성능 컴퓨팅을 위한 그래픽 처리 장치(GPU), API(애플리케이션 프로그래밍 인터페이스), 모바일 컴퓨팅 및 자동차용 SoC(시스템 온 칩 유닛)를 설계 및 공급하는 소프트웨어 및 팹리스 회사이다. 시장. 엔비디아는 인공지능(AI) 하드웨어와 소프트웨어의 주요 공급업체이기도 하다.
엔비디아의 전문 GPU 제품군은 에지-투-클라우드 컴퓨팅과 건축, 엔지니어링 및 건설, 미디어 및 엔터테인먼트, 자동차, 과학 연구, 제조 설계 등의 분야 애플리케이션을 위한 슈퍼컴퓨터 및 워크스테이션에 사용된다. 지포스 GPU 제품군은 소비자 시장을 겨냥하고 있으며 영상 편집, 3차원 렌더링 및 PC 게임과 같은 응용 분야에 사용된다. 2023년 2분기 엔비디아는 외장형 데스크톱 GPU 시장에서 80.2%의 시장 점유율을 차지했다. 회사는 실드 포터블(휴대용 게임 콘솔), 실드 태블릿(게임 태블릿), 실드 TV(디지털 미디어 플레이어) 및 클라우드 게임 서비스 지포스 나우를 출시하여 게임 산업에서의 입지를 확대했다.
GPU 설계 및 제조 외에도 엔비디아는 GPU를 활용하는 대규모 병렬 프로그램을 생성할 수 있는 CUDA 소프트웨어 플랫폼과 API를 제공한다. 이는 전 세계 슈퍼컴퓨팅 사이트에 배포된다. 2000년대 후반에 엔비디아는 모바일 컴퓨팅 시장으로 진출하여 스마트폰과 태블릿은 물론 차량 내비게이션과 엔터테인먼트 시스템용 테그라 모바일 프로세서를 생산했다. 경쟁사에는 AMD, 인텔, 퀄컴 및 Cerebras 및 그래프코어와 같은 AI 가속기 회사가 포함된다. 또한 오디오 및 비디오 처리를 위한 AI 기반 소프트웨어(예: 엔비디아 맥사인(Maxine))도 만든다.
2020년 9월 소프트뱅크에서 Arm을 인수하겠다는 엔비디아의 제안은 확대된 규제 조사로 인해 실현되지 않았고, 이로 인해 최대 규모의 반도체 인수가 될 거래가 2022년 2월에 종료되었다. 2023년 엔비디아는 미국의 7번째 상장 기업으로 가치가 1조 달러가 넘었고, 이후 AI 기능을 갖춘 데이터 센터 칩 부문의 선두주자가 되면서 회사의 가치는 급등했다. 2024년 6월, 엔비디아는 시가총액이 3조 3천억 달러가 넘는 세계에서 가장 가치 있는 상장 기업으로 마이크로소프트를 제쳤다.

## 역사

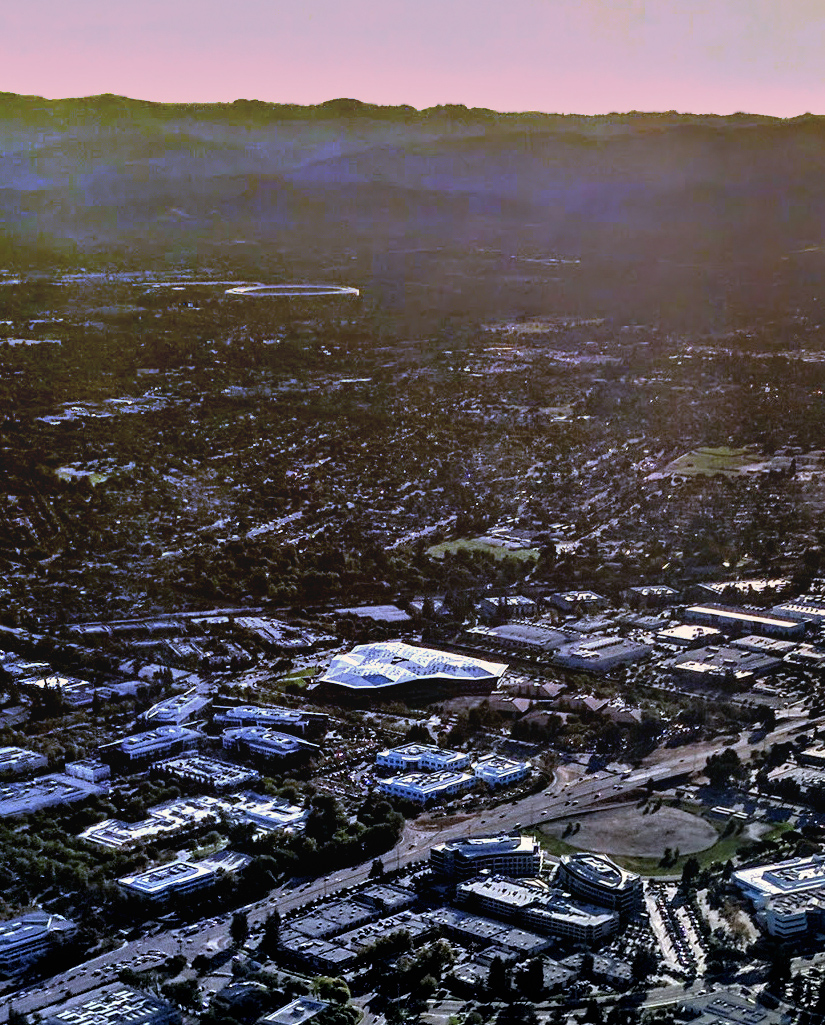
2017년 캘리포니아 산타클라라 에 있는 새로운 Nvidia 본사 건물과 주변 캠퍼스 및 지역의 조감도.

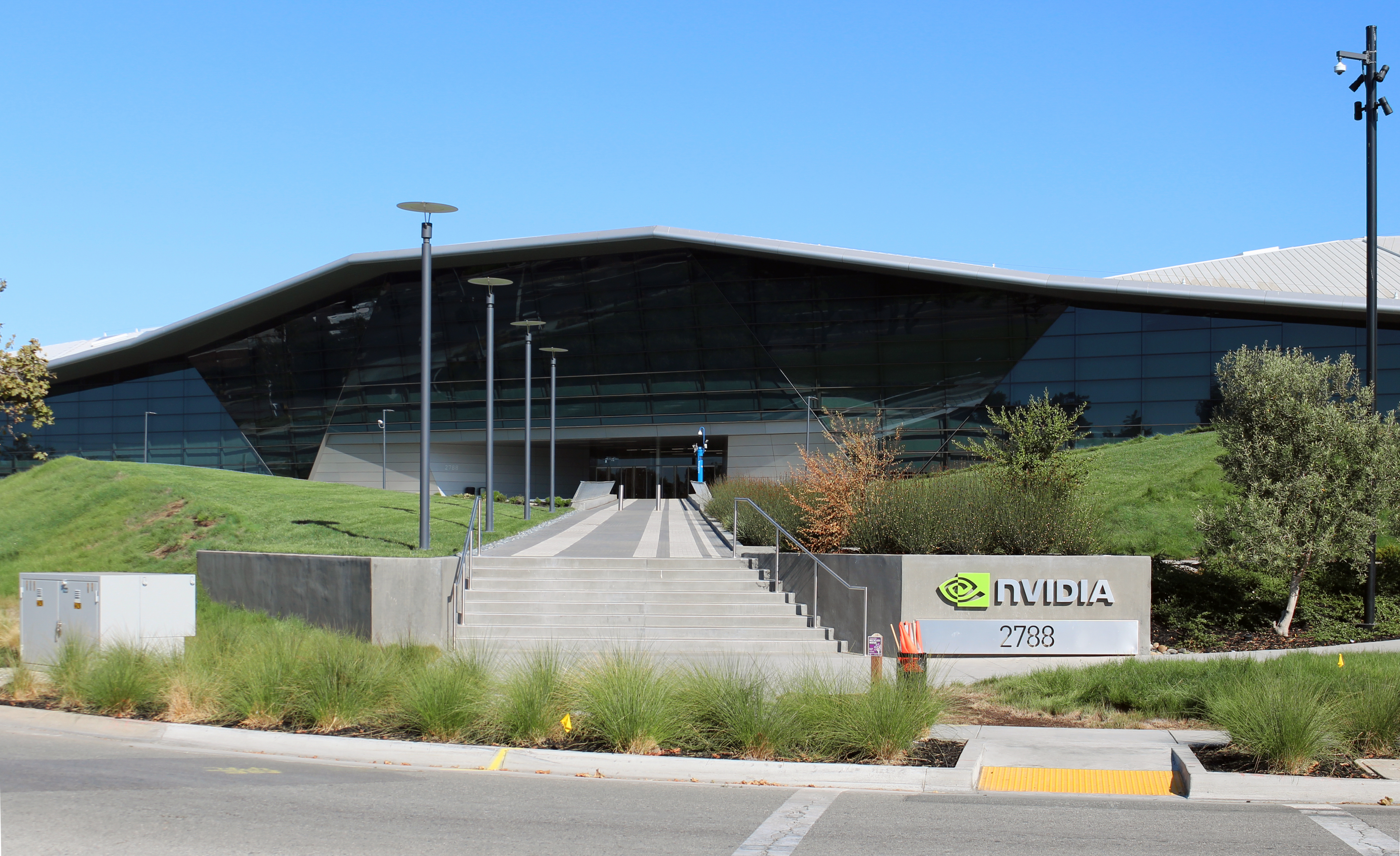
샌타클래라 엔비디아 본사

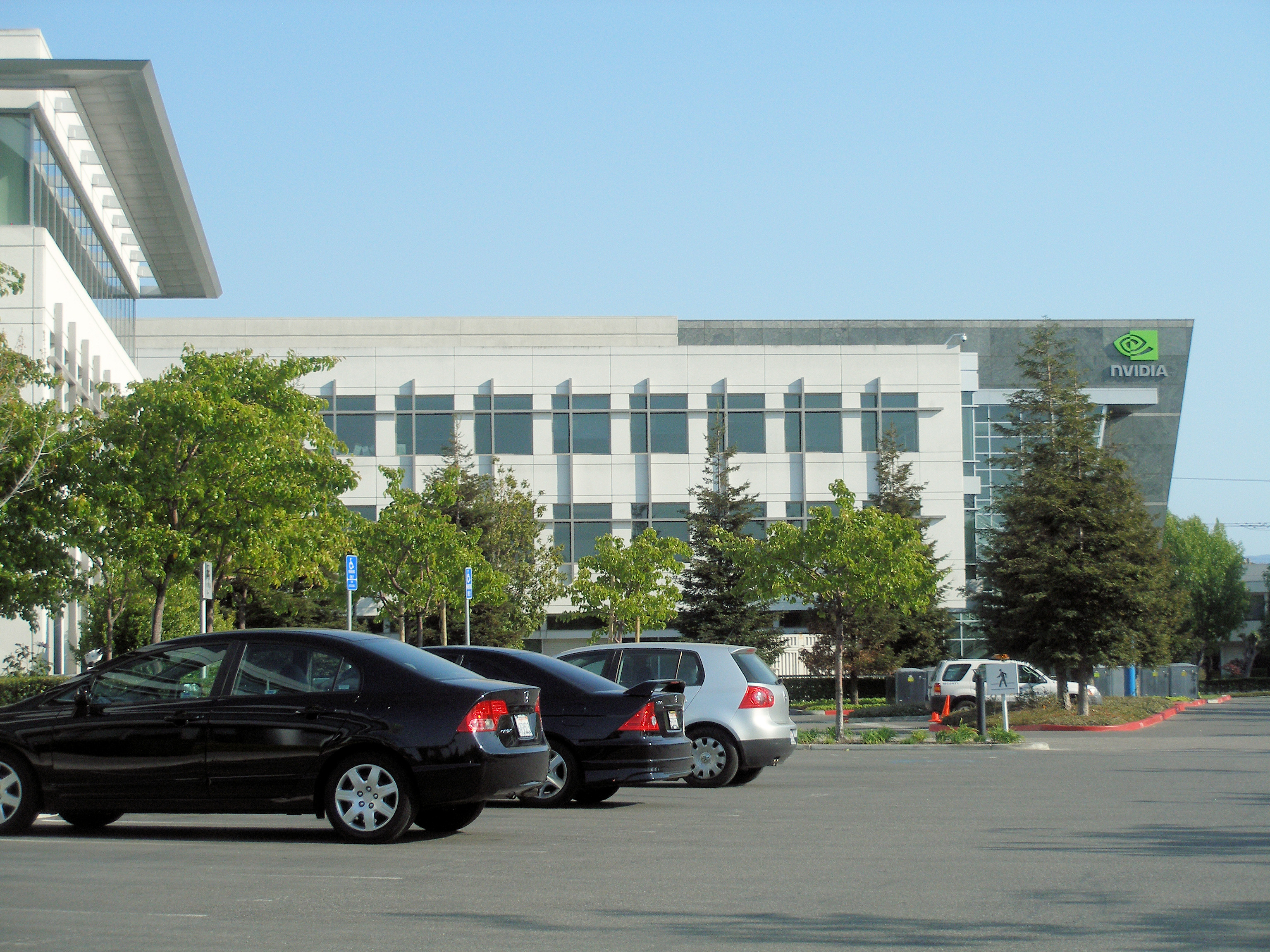
캘리포니아주 산타클라라에 위치한 엔비디아 본사

### 설립
엔비디아는 이전에 LSI 로직의 코어웨이브(CoreWare) 이사이자 AMD의 마이크로프로세서 디자이너였던 대만계 미국인 전기 엔지니어 젠슨 황(2024년 기준 CEO)에 의해 1993년 4월 5일에 설립되었다. 썬 마이크로시스템즈에서 근무한 엔지니어 크리스 말라초스키, 이전에 IBM 및 썬 마이크로시스템즈의 수석 직원 엔지니어이자 그래픽 칩 디자이너였던 커티스 프림이 있다. 세 사람은 산호세 동부의 베리에사 로드(Berryessa Road)에 있는 데니스 길가 식당에서 열린 회의에서 회사를 시작하기로 합의했다.
당시 말라초스키와 프림은 썬의 경영진에 불만을 품고 떠나려고 했지만 황은 이미 LSI에서 자신의 부서를 운영하고 있다는 점에서 "더 확고한 입지"에 있었다. 세 명의 공동 창업자는 미래에 대한 비전에 대해 논의했는데, 황은 LSI를 떠나 새로운 스타트업의 CEO가 되기로 결정했다.
1993년에 세 명의 공동 창립자는 다가오는 컴퓨팅 물결의 이상적인 궤적이 가속 컴퓨팅, 특히 그래픽 기반 처리 영역에 있을 것이라고 상상했다. 이 경로는 범용 컴퓨팅 방법으로는 해결할 수 없는 문제를 해결할 수 있는 고유한 능력 때문에 선택되었다. 황은 나중에 다음과 같이 설명했다. "우리는 또한 비디오 게임이 계산적으로 가장 어려운 문제 중 하나이며 판매량이 엄청나게 높을 것이라는 점도 관찰했다. 이 두 가지 조건은 자주 발생하지 않는다. 비디오 게임은 우리의 킬러 앱이었다. 즉, 도달할 수 있는 플라이휠이었다. 대규모 컴퓨팅 문제를 해결하기 위해 대규모 R&D에 자금을 지원하는 대규모 시장이다." 은행에 40,000달러를 가지고 회사가 탄생했다. 이후 회사는 세쿼이아 캐피털 등으로부터 2천만 달러의 벤처 캐피탈 자금을 받았다.
1990년대 후반, 엔비디아는 비디오 게임의 그래픽 가속이 미래를 향한 길이라는 생각을 쫓는 70개 신생 기업 중 하나였다. AMD에 합병된 엔비디아와 ATI 테크놀로지스, 단 두 곳만이 살아 남았다.
엔비디아는 처음에는 이름이 없었고 공동 창립자들은 "다음 버전"에서와 같이 모든 파일 이름을 NV로 지정했다. 회사를 통합해야 할 필요성 때문에 공동 창립자들은 이 두 글자가 포함된 모든 단어를 검토하게 되었다. 한때 말라초스키와 프림은 회사 이름을 엔비전(NVision)이라고 부르고 싶었지만 그 이름은 이미 한 화장지 제조업체에서 사용하고 있었다. 황은 "부러움"을 의미하는 라틴어 "invidia"에서 엔비디아라는 이름을 제안했다. 회사의 원래 본사 사무실은 캘리포니아주 서니베일에 있었다.

### 최초의 그래픽 가속기
엔비디아의 첫 번째 그래픽 가속기 제품인 NV1은 경쟁사가 선호하는 삼각형 프리미티브 대신 사변형 프리미티브(순방향 텍스처 매핑) 처리에 최적화되었다. 그런 다음 마이크로소프트는 DirectX 플랫폼을 도입하고 다른 그래픽 소프트웨어 지원을 거부했으며 자사 그래픽 소프트웨어(Direct3D)도 삼각형(triangle)만 지원한다고 발표했다.
엔비디아는 또한 드림캐스트 비디오 게임 콘솔용 그래픽 칩을 구축하기 위해 세가와 계약을 체결하고 1년 동안 프로젝트에 참여했다. 잘못된 기술에 투자한 엔비디아는 고통스러운 딜레마에 직면했다. 드림캐스트용 칩이 이미 경쟁사보다 훨씬 뒤처져 있음에도 불구하고 열등한 칩을 계속 개발하거나, 아니면 작업을 중단하고 즉시 자금이 부족해지는 것이다.
결국 당시 세가의 사장 이리마지리 쇼이치로가 황을 직접 방문해 세가가 드림캐스트를 위해 다른 그래픽 칩 공급업체와 협력한다는 소식을 전했다. 그러나 이리마지리는 여전히 황을 믿었으며 엔비디아를 성공시키고 싶어했다. 엔비디아의 실망스러운 계약 이행 실패에도 불구하고 이리마지리는 어떻게든 세가 경영진을 설득하여 엔비디아에 500만 달러를 투자했다. 몇 년 후 황은 이것이 당시 엔비디아가 남긴 돈의 전부였으며 이리마지리의 "이해와 관대함이 우리에게 6개월을 살 수 있게 해주었다"고 설명했다.
1996년에 황은 엔비디아 직원의 절반 이상(당시 약 100명)을 해고하고 회사의 남은 자원을 삼각형 프리미티브 처리에 최적화된 그래픽 가속기 제품인 RIVA 128 개발에 집중했다. 1997년 8월 RIVA 128이 출시될 때까지 , 엔비디아는 직원이 약 40명으로 줄었고 급여는 약 한 달치만 남았다. 초기 역사의 어려운 시기에 엔비디아를 둘러싼 극도의 절박감은 "우리 회사가 폐업한 지 30일 남았다"는 "비공식적인 회사 모토"를 탄생시켰다. 황은 수년 동안 일상적으로 이러한 말로 엔비디아 직원에게 프레젠테이션을 시작했다.
엔비디아는 약 4개월 만에 약 백만 대의 RIVA 128을 판매했으며 그 수익을 차세대 제품 개발에 사용했다. 1998년 RIVA TNT의 출시로 유능한 그래픽 어댑터 개발에 대한 엔비디아의 명성이 확고해졌다.

### 회사 공개
엔비디아는 1999년 1월 22일에 상장되었다. 이미 계약 이행에 실패한 엔비디아에 투자한 것은 세가의 사장으로서 이리마지리의 최선의 결정으로 판명되었다. 이리마지리가 2000년에 세가를 떠난 후 세가는 엔비디아 주식을 1,500만 달러에 매각했다.
1999년 후반에 엔비디아는 GPU로 명시적으로 판매된 첫 번째 제품인 지포스 256(NV10)을 출시했다. 이는 소비자 수준의 3D 하드웨어에 온보드 변환 및 조명(T&L)을 도입한 데 가장 주목을 받았다. 120MHz로 실행되고 4픽셀 파이프라인을 특징으로 하는 이 제품은 고급 비디오 가속, 모션 보상 및 하드웨어 하위 영상 알파 블렌딩을 구현했다. 지포스는 기존 제품보다 큰 차이로 성능이 뛰어났다.
제품의 성공으로 엔비디아는 마이크로소프트의 엑스박스 게임 콘솔용 그래픽 하드웨어 개발 계약을 따냈고, 이로 인해 엔비디아는 2억 달러의 수익을 얻었다. 그러나 이 프로젝트로 인해 최고의 엔지니어 중 상당수가 다른 프로젝트에서 멀어지게 되었다. 단기적으로 이것은 문제가 되지 않았으며 지포스2 GTS는 2000년 여름에 출시되었다. 2000년 12월 엔비디아는 한때 경쟁사였던 3dfx의 지적 자산을 인수하기로 합의했다. 1990년대 중반부터 2000년까지 해당 분야에서 활동했다. 인수 과정은 2002년 4월에 마무리되었다.
2001년에 스탠더드 앤드 푸어스는 S&P 500 주가 지수에서 퇴사하는 엔론을 대체하기 위해 엔비디아를 선택했다. 이는 인덱스 펀드가 앞으로 엔비디아 주식을 보유해야 함을 의미한다.
2002년 7월, 엔비디아는 미공개 금액으로 엑슬루나(Exluna)를 인수했다. 엑슬루나는 소프트웨어 렌더링 도구를 만들었고 인력은 Cg 프로젝트에 병합되었다. 2003년 8월 엔비디아는 약 7천만 달러에 MediaQ를 인수했다. 2004년 4월 22일, 엔비디아는 고성능 TCP/IP 오프로드 엔진 및 iSCSI 컨트롤러 공급업체인 iReady를 인수했다. 2004년 12월, 엔비디아는 플레이스테이션 3 게임 콘솔의 그래픽 프로세서(RSX) 설계와 관련하여 Sony를 지원할 것이라고 발표했다. 2005년 12월 14일, 엔비디아는 당시 엔비디아의 경쟁사인 ATI에 칩셋용 타사 사우스브리지 부품을 공급했던 ULI 일렉트로닉스를 인수했다. 2006년 3월 엔비디아는 하이브리드 그래픽스를 인수했다. 2006년 12월, 엔비디아는 그래픽 산업의 주요 경쟁사인 AMD(ATI를 인수함)와 함께 미국 법무부로부터 그래픽 카드 산업의 독점 금지 위반 가능성에 관한 소환장을 받았다.

### 2007년~2014년
포브스는 엔비디아를 2007년 올해의 회사로 선정했으며, 해당 기간은 물론 지난 5년 동안 이룩한 성과를 인용했다. 2007년 1월 5일 엔비디아는 포털플레이어 인수를 완료했다고 발표했다. 2008년 2월 엔비디아는 물리 엔진 및 물리 처리 장치인 PhysX의 개발자인 에이지아를 인수했다. 엔비디아는 PhysX 기술을 향후 GPU 제품에 통합할 계획이라고 발표했다.
2008년 7월, 엔비디아는 회사가 생산한 특정 모바일 칩셋과 GPU가 제조 결함으로 인해 "비정상적인 고장률"을 나타냈다고 보고한 후 1분기 매출에서 약 2억 달러를 감액했다. 그러나 엔비디아는 영향을 받는 제품을 공개하지 않았다. 2008년 9월, 엔비디아는 결함이 있는 GPU가 애플, 델 및 HP에서 제조한 특정 노트북 모델에 통합되었다고 주장하면서 결함에 대한 집단 소송의 대상이 되었다. 2010년 9월, 엔비디아는 영향을 받은 노트북의 소유자에게 수리 또는 경우에 따라 교체 비용을 상환하는 합의에 도달했다. 2011년 1월 10일, 엔비디아는 인텔과 6년간 15억 달러 규모의 교차 라이선스 계약을 체결하여 두 회사 간의 모든 소송을 종료했다.
2011년 11월, 모바일 월드 콩그레스(Mobile World Congress)에서 처음 공개한 후 엔비디아는 모바일 장치용 칩에 테그라 3 ARM 시스템을 출시했다. 엔비디아는 이 칩에 최초의 쿼드 코어 모바일 CPU가 탑재되어 있다고 주장했다. 2011년 5월, 엔비디아는 영국의 베이스밴드 칩 제조 회사인 아이세라를 3억 6,700만 달러에 인수하기로 합의했다고 발표되었다. 2013년 1월 엔비디아는 테그라 4와 새로운 시스템 온 칩으로 구동되는 안드로이드 기반 휴대용 게임 콘솔인 엔비디아 실드를 공개했다. 2013년 7월 29일, 엔비디아는 ST마이크로일렉트로닉스(STMicroelectronics)로부터 PGI를 인수했다고 발표했다.
2013년 2월, 엔비디아는 산토마스(San Tomas) 고속도로 반대편(기존 본사 단지의 서쪽)에 두 개의 거대한 삼각형 모양의 건물 형태로 새로운 본사를 건설할 계획을 발표했다. 회사는 디자인 테마로 삼각형을 선택했다. 황이 블로그 게시물에서 설명했듯이 삼각형은 "컴퓨터 그래픽의 기본 구성 요소"이다.
2014년에 엔비디아는 밸브 게임인 포털과 하프라이프 2를 엔비디아 실드 태블릿에 라이트스피드 스튜디오(Lightspeed Studio)로 포팅했다. 2014년부터 엔비디아는 게임, 자동차 전자 제품, 모바일 장치 등 세 가지 시장에 초점을 맞춰 사업을 다각화했다.
같은 해, 엔비디아는 2000년 3dfx의 지적 자산 인수에 대해 3dfx의 파산 재산 관리인이 제기한 소송에서도 승리했다. 2014년 11월 6일 미공개 각서 명령에서 미국 제9순회항소법원은 3dfx가 파산 신청을 하기 직전에 [엔비디아]가 곧 3dfx에서 구매한 자산에 대해 공정한 시장 가치보다 낮은 금액을 지불하지 않았다는 파산 법원의 결정을 확인하는 지방 법원의 판결을 확인했다.

### 2016~2018년
2016년 5월 6일, 엔비디아는 회사의 새로운 파스칼 마이크로아키텍처를 기반으로 하는 지포스 10 시리즈의 첫 번째 GPU인 GTX 1080 및 1070을 공개했다. 엔비디아는 두 모델 모두 맥스웰 기반 타이탄 X 모델보다 성능이 뛰어나다고 주장했다. 이 모델에는 각각 GDDR5X 및 GDDR5 메모리가 통합되어 있으며 16nm 제조 공정을 사용한다. 또한 이 아키텍처는 다중 모니터 및 가상 현실 렌더링의 품질을 향상시키도록 설계된 동시 다중 프로젝션(SMP)이라는 새로운 하드웨어 기능을 지원한다. 이러한 GPU를 포함하고 충분히 얇은(2017년 말 기준 20mm(0.8인치) 미만) 노트북은 엔비디아의 "Max-Q" 디자인 표준을 충족하는 것으로 지정되었다.
2016년 7월, 엔비디아는 GTX 970 모델과 관련된 허위 광고 소송에 대한 합의에 동의했다. 해당 모델은 하드웨어 설계로 인한 제한으로 인해 광고된 4GB VRAM을 모두 사용할 수 없었기 때문이다. 2017년 5월, 엔비디아는 자율주행차에 엔비디아의 드라이브 PX 시리즈 인공 지능 플랫폼을 사용할 토요타 자동차와의 파트너십을 발표했다. 2017년 7월, 엔비디아와 중국의 검색 대기업 바이두는 클라우드 컴퓨팅, 자율 주행, 소비자 기기 및 바이두의 오픈 소스 AI 프레임워크인 패들패들(PaddlePaddle)을 포함하는 광범위한 AI 파트너십을 발표했다. 바이두는 엔비디아의 드라이브 PX 2 AI가 자율주행차 플랫폼의 기반이 될 것이라고 밝혔다.
엔비디아는 2017년 12월 7일 공식적으로 타이탄 V를 출시했다.
엔비디아는 2018년 3월 27일에 엔비디아 쿼드로 GV100을 공식 출시했다. 엔비디아는 2018년 9월 27일에 RTX 2080 GPU를 공식 출시했다. 2018년 구글은 엔비디아의 테슬라 P4 그래픽 카드가 구글 클라우드 서비스의 인공 지능에 통합될 것이라고 발표했다.
2018년 5월 엔비디아 사용자 포럼에서 macOS 모하비 운영 체제 10.14를 실행하는 2012년 중반까지 레거시 맥 프로 컴퓨터에 설치된 카드용 웹 드라이버를 출시할 때 사용자에게 업데이트를 요청하는 스레드가 시작되었다. . GPU의 그래픽 가속 및 다중 디스플레이 모니터 기능을 활성화하려면 웹 드라이버가 필요하다. 모하비 업데이트 정보 웹사이트에서 애플은 macOS 모하비가 '메탈 호환' 그래픽 카드와 나열된 메탈 호환 GPU(일부 엔비디아에서 제조한 GPU 포함)가 장착된 레거시 시스템에서 실행될 것이라고 밝혔다. 그러나 이 목록에는 현재 엔비디아에서 개발한 웹 드라이버를 사용하여 macOS 하이 시에라에서 작동하는 메탈 호환 카드가 포함되어 있지 않는다. 지난 9월 엔비디아는 "애플은 macOS용 드라이버를 완전히 제어한다. 하지만 애플이 허용한다면 우리 엔지니어들은 애플이 macOS 10.14(모하비)용 훌륭한 드라이버를 제공할 수 있도록 도울 준비가 되어 있다."라고 답했다. 10월에 엔비디아는 "애플이 macOS용 드라이버를 완전히 통제한다. 불행히도 엔비디아는 현재 애플의 승인 없이는 드라이버를 출시할 수 없다"라는 또 다른 공개 발표를 통해 두 회사 간의 균열 가능성을 시사했다. 2019년 1월까지 웹 드라이버 활성화에 대한 징후가 아직 나타나지 않은 상태에서 애플 인사이더는 애플 경영진이 "macOS에서 엔비디아 지원을 원하지 않는다"는 주장으로 논란에 가담했다. 다음 달 애플 인사이더는 "과거의 관계 문제"로 인해 엔비디아 지원이 중단되었으며 애플이 자체 GPU 기술을 개발하고 있다는 또 다른 주장을 발표했다. 애플이 승인한 엔비디아 웹 드라이버가 없으면 애플 사용자는 엔비디아 카드를 애플이 권장하는 목록에 있는 AMD 라데온과 같은 지원되는 경쟁 브랜드로 교체해야 한다.

### 2019년 멜라녹스 테크놀로지스 인수
2019년 3월 11일, 엔비디아는 고성능 컴퓨팅 시장에서 입지를 크게 확장하기 위해 멜라녹스 테크놀로지스를 69억 달러에 인수하는 계약을 발표했다. 2019년 5월, 엔비디아는 새로운 RTX 스튜디오 노트북을 발표했다. 제작자들은 새로운 노트북이 마야 및 RedCine-X 프로와 같은 앱에서 코어 i9 및 AMD의 라데온 프로 베가 20 그래픽을 탑재한 최고급 맥북 프로보다 7배 더 빠를 것이라고 말한다. 2019년 8월, 엔비디아는 윈도우 10 버전의 게임에만 실시간 DXR 레이 트레이싱을 추가하는 마인크래프트 게임용 공식 엔비디아 개발 패치인 마인크래프트 RTX를 발표했다. 엔비디아의 말에 따르면 전체 게임은 패스 트레이싱(경로 추적)으로 "재조정"되어 빛, 반사 및 그림자가 엔진 내부에서 작동하는 방식에 큰 영향을 미친다.

### 2020~2023년
2020년 5월 엔비디아는 큐뮬러스 네트웍스(Cumulus Networks)를 인수한다고 발표했다. 인수 후 회사는 멜라녹스와 함께 엔비디아의 네트워킹 사업부에 흡수되었다.
2020년 5월, 엔비디아는 전 세계적인 코로나바이러스 전염병으로 인한 부족 문제를 해결하기 위해 오픈 소스 인공호흡기를 개발했다. 2020년 5월 14일, 엔비디아는 암페어 GPU 마이크로아키텍처와 엔비디아 A100 GPU 가속기를 공식적으로 발표했다. 2020년 7월, 엔비디아가 소프트뱅크 그룹와 영국 기반 칩 설계업체인 Arm을 320억 달러에 인수하기로 협상 중이라고 보도되었다.
2020년 9월 1일, 엔비디아는 회사의 새로운 암페어 마이크로아키텍처를 기반으로 하는 지포스 30 시리즈를 공식 발표했다.
2020년 9월 13일, 엔비디아는 일반적인 조사에 따라 소프트뱅크 그룹에서 Arm을 400억 달러에 인수할 것이라고 발표했으며 후자는 엔비디아의 지분 10%를 유지한다.
2020년 10월, 엔비디아는 잉글랜드 케임브리지에서 가장 강력한 컴퓨터를 구축하겠다는 계획을 발표했다. 케임브리지-1이라고 불리는 이 컴퓨터는 2021년 7월에 1억 달러를 투자하여 출시되었으며 AI를 사용하여 의료 연구를 지원할 예정이다. 젠슨 황에 따르면, "케임브리지-1 슈퍼컴퓨터는 영국 혁신의 허브 역할을 할 것이며 더 나아가 중요한 의료 및 신약 개발 분야에서 영국 연구원이 수행하는 획기적인 작업을 수행하게 된다."
또한 2020년 10월 엔비디아 RTX A6000 출시와 함께 엔비디아는 워크스테이션 GPU 브랜드 쿼드로를 중단하고 향후 제품과 제조를 엔비디아 암페어 아키텍처 기반으로 하기 위해 제품 이름을 엔비디아 RTX로 전환한다고 발표했다.
2021년 8월, 영국 경쟁시장당국이 "상당한 경쟁 우려"를 제기한 이후 Arm 인수 제안이 중단되었다. 2021년 10월, 유럽 연합 집행위원회는 인수에 대한 경쟁 조사를 시작했다. 위원회는 엔비디아의 인수로 인해 Arm 제품에 대한 경쟁사의 접근이 제한되고 Arm과의 거래로 인해 경쟁사에 대한 너무 많은 내부 정보가 엔비디아에 제공될 수 있다고 밝혔다. 소프트뱅크(Arm의 모회사)와 엔비디아는 2022년 2월 초에 "'중요한 규제 문제 때문에' 거래를 진행하지 않기로 합의했다"고 발표했다. 조사는 2022년 3월 15일에 종료될 예정이다. 같은 달에 엔비디아는 사이버 공격에 의해 피해를 입은 것으로 알려졌다.
2022년 3월, 엔비디아의 CEO 젠슨 황은 향후 인텔이 칩을 제조하도록 하는 데 개방적이라고 언급했다. 회사가 인텔의 향후 파운드리 서비스와 협력할 것이라고 언급한 것은 이번이 처음이다.
2022년 4월, 엔비디아는 아르메니아 예레반에 새로운 연구 센터를 열 계획이라고 보도되었다.
2022년 5월, 엔비디아는 기존 건물 서쪽에 있는 새 본사 단지에 두 개의 거대한 건물 중 두 번째 건물인 보이저를 열었다. 더 작고 오래된 형제인 인디버와 달리 보이저에서는 삼각형 테마가 더 "아껴서" 사용된다.
2022년 9월 엔비디아는 차세대 자동차 등급 칩인 드라이브 토어(Drive Thor)를 발표했다.
2022년 10월 발효된 고급 마이크로칩의 중국 수출을 금지한 미국 상무부 규정에 따라 엔비디아는 자사의 데이터 센터 칩이 수출 통제 목록에 추가되었다. 다음 달 회사는 수출 통제 규정을 충족하는 A800 GPU라는 새로운 고급 칩을 중국에서 공개했다.
2023년 9월, 게티이미지는 엔비디아와 협력하여 게티의 라이선스 사진 라이브러리를 사용하여 사람들이 이미지를 만들 수 있는 새로운 도구인 Generative AI by Getty Images를 출시한다고 발표했다. 게티는 엔비디아의 생성 AI 모델 라이브러리 피카소(Picasso)에서 사용할 수 있는 엔비디아의 에디파이(Edify) 모델을 사용할 예정이다.
2023년 9월 26일, 데니스의 CEO인 켈리 발라드(Kelli Valade)는 이스트샌조스(East San Jose)의 황과 합류하여 베리에사 로드(Berryessa Road)에 있는 데니스에서 엔비디아 창립을 축하했다. 그곳에서 관련 코너 부스를 1조 달러 규모 회사의 탄생지로 표시하는 명판이 설치되었다. 그때까지 엔비디아의 H100 GPU에 대한 수요가 너무 많아서 다른 거대 기술 기업들도 엔비디아가 공급을 할당하는 방식에 관심을 가졌다. 오라클의 래리 앨리슨(Larry Ellison)은 그 달 팰로알토의 노부(Nobu)에서 황과 저녁 식사를 하는 동안 그와 테슬라 및 xAI의 일론 머스크가 H100을 "구걸하고 있었다"고 말했다.
2023년 10월, 엔비디아는 2025년 판매 시작을 목표로 마이크로소프트 윈도우 운영 체제용 ARM 기반 중앙 처리 장치(CPU) 설계를 조용히 시작했다고 보도되었다.

### 2024년
2024년 1월, 포브스는 미국 국회의원들이 인공 지능 규제 제안을 고려함에 따라 엔비디아가 워싱턴 D.C.에서 로비 활동을 늘렸다고 보도했다. 2023년부터 2024년까지 회사는 미국 국무부와 재무부를 포함한 기관에서 전문적인 배경을 가진 정부 업무를 최소 4개 고용한 것으로 알려졌다. 2023년 회사가 로비에 지출한 35만 달러는 인공지능 분야의 여러 주요 기술 기업에 비해 적은 금액이라는 점에 주목했다.
2024년 1월 현재 레이먼드 제임스 파이낸셜 분석가들은 엔비디아가 H100 GPU를 각각 25,000~30,000달러의 가격대로 판매하고 있는 반면, 이베이에서는 개별 H100의 가격이 40,000달러가 넘는 것으로 추정했다. 거대 기술 기업들은 생성 인공 지능 프로젝트를 실행하기 위해 데이터 센터용으로 수만 또는 수십만 개의 GPU를 구입했다. 간단한 산술을 통해 그들이 수십억 달러의 자본 지출을 약속하고 있음을 암시했다.
2024년 2월, 엔비디아는 다른 기술 고용주들이 규모를 축소하고 있는 시기에 흥미로운 일자리와 좋은 급여를 제공했기 때문에 실리콘 밸리에서 "인기 고용주"였다고 보도되었다. 엔비디아 직원 중 절반은 2023년에 228,000달러 이상을 벌었다. 그때까지 엔비디아 GPU는 매우 가치가 높아 데이터 센터로 이동하는 동안 특별한 보안이 필요했다. 시스코의 최고 정보 책임자(CIO)인 플레처 프레빈(Fletcher Previn)은 CIO 정상 회담에서 "GPU는 장갑차를 통해 도착한다"라고 설명했다.
2024년 3월 1일, 엔비디아는 미국 역사상 세 번째로 시가총액 2조 달러를 초과하는 기업이 되었다. 엔비디아는 1조 달러에서 2조 달러를 달성하는 데 180일밖에 걸리지 않았지만 처음 두 회사인 애플과 마이크로소프트는 각각 500일 이상이 걸렸다. 엔비디아는 2024년 3월 8일 현재까지 가장 높은 시가총액을 기록하여 2조 3,800억 달러로 애플보다 2,300억 달러, 마이크로소프트보다 6,450억 달러 뒤쳐졌다. 3월 18일, 엔비디아는 수학자 데이비드 블랙웰의 이름을 딴 새로운 AI 칩과 마이크로아키텍처 블랙웰을 발표했다.
2024년 4월, 로이터 통신은 중국이 입찰을 통해 슈퍼마이크로와 델로부터 금지된 엔비디아 칩과 서버를 인수한 것으로 알려졌다.
2024년 6월, 연방거래위원회(FTC)와 법무부(DOJ)는 AI 산업에 미치는 영향력에 초점을 맞춰 엔비디아, 마이크로소프트, 오픈AI에 대한 독점금지 조사를 시작했다. FTC는 마이크로소프트와 OpenAI에 대한 조사를 주도했고 DOJ는 엔비디아를 담당했다. 조사는 합병보다는 회사의 행위에 중점을 두었다. 이러한 개발은 빠른 AI 발전과 감독 부족에 대한 우려를 표명하는 OpenAI 직원의 공개 서한에 따른 것이다.
2024년 6월, 엔비디아의 시가총액은 처음으로 3조 달러에 도달했다. 당시 S&P 500에서 세 번째로 가치가 높은 회사였던 엔비디아는 2024년 6월 10일에 10:1 주식 분할을 실행했다. 이러한 움직임으로 투자자에 대한 주식 접근성이 높아졌고 성장에 힘입어 회사 가치가 크게 상승했다. AI 중심 반도체에 대한 수요. 가장 최근 회계 분기에 회사의 매출은 전년도에 비해 3배 증가하여 260억 달러에 이르렀으며, 2025년 예상액은 1,170억 달러에 육박한다. 엔비디아의 53.4% 순마진은 기술 부문 내에서 강력한 수익성을 나타냈다. 이 회사는 시가총액이 3조 3천억 달러를 돌파한 후 2024년 6월 18일 마이크로소프트와 애플을 제치고 세계에서 가장 가치 있는 기업이 되었다.
2024년 6월, 트렌드마이크로는 전 세계적으로 AI 지원 프라이빗 데이터 센터의 보안을 강화하기 위해 엔비디아와의 파트너십을 발표했다. 이 협력은 엔비디아 NIM 및 엔비디아 Morpheus를 Trend Vision One™ – Sovereign and Private Cloud(SPC) 솔루션과 통합하여 데이터 개인 정보 보호, 실시간 분석 및 신속한 위협 완화를 향상시킨다. 이번 파트너십의 목표는 AI 기반 데이터 센터의 복잡성을 해결하고 효율적인 위협 탐지 및 대응 기능을 제공하는 것이다.

## 팹리스 제조
엔비디아는 웨이퍼 제조, 조립, 테스트, 패키징을 포함한 모든 제조 단계에서 외부 공급업체를 활용한다. 따라서 엔비디아는 제품 생산에 사용되는 일부 구성 요소와 재료(예: 메모리 및 기판)를 직접 조달하기도 하지만 칩 제조와 관련된 대부분의 투자 및 생산 비용과 위험을 방지한다. 엔비디아는 제품 디자인, 품질 보증, 마케팅 및 고객 지원에 자체 리소스를 집중하고 있다.

## 회사 구조

### 재무
엔비디아는 회계연도 2022년(2022년 1월 종료)에 매출이 166.75억 달러에서 61.4% 증가한 총 269억 달러의 매출을 기록했으며 전년 2021 회계연도에 이어서 바이러스 팬데믹으로 인한 게이밍 GPU 매출과 인공지능 데이터센터의 사업이 폭발적으로 성장한 결과이다.
고부가가치 사업으로서 보통 사업에 비해 마진율이 매우 높은 사업인 인공지능 데이터센터 칩셋 사업이 총 매출에서 차지하는 비중이 사업을 시작한 때인 2015년, 즉 6년 전부터 계속해서 늘어나 그에 따라 지속적으로 영업이익률이 증가해왔으며 이번 년도에도 여전히 증가하여 영업이익률 37.3%, 순이익률 36.2%라는 기록적인 순이익률을 기록했다. 총 순이익은 97.52억 달러이다.
| 연도   | 수익(백만)미국달러$ | 순이익(백만)미국달러$ | 총자산(백만)미국달러$ | 주당가격$ | 직원수 |
| ------ | ------------------- | --------------------- | --------------------- | --------- | ------ |
| 2005년 | 2,010               | 89                    | 1,629                 | 8.81      | 2,101  |
| 2006년 | 2,376               | 301                   | 1,955                 | 16.76     | 2,737  |
| 2007년 | 3,069               | 449                   | 2,675                 | 25.68     | 4,083  |
| 2008년 | 4,098               | 798                   | 3,748                 | 14.77     | 4,985  |
| 2009년 | 3,425               | -30                   | 3,351                 | 10.97     | 3,772  |
| 2010년 | 3,326               | -68                   | 3,586                 | 12.56     | 5,706  |
| 2011년 | 3,543               | 253                   | 4,495                 | 15.63     | 6,029  |
| 2012년 | 3,998               | 581                   | 5,553                 | 12.52     | 5,042  |
| 2013년 | 4,280               | 563                   | 6,412                 | 13.38     | 7,974  |
| 2014년 | 4,130               | 440                   | 7,251                 | 17.83     | 6,384  |
| 2015년 | 4,682               | 631                   | 7,201                 | 23.71     | 6,384  |
| 2016년 | 5,010               | 614                   | 7,370                 | 53.76     | 9,227  |
| 2017년 | 6,910               | 1,666                 | 9,841                 | 149.79    | 10,299 |
| 2018년 | 9,714               | 3,047                 | 11,241                | 232.38    | 8,191  |
| 2019년 | 11,716              | 4,141                 | 13,292                | 174.59    | 13,277 |
| 2020년 | 10,918              | 2,796                 | 17,315                | 395.63    | 13,775 |

## GPU 기술 콘퍼런스
엔비디아의 GPU 기술 컨퍼런스(GTC)는 전 세계에서 개최되는 일련의 기술 컨퍼런스이다. 2009년 캘리포니아주 산호세에서 처음으로 GPU를 통해 컴퓨팅 문제를 해결할 수 있는 가능성에 초점을 맞춰 시작되었다. 최근 몇 년 동안 컨퍼런스의 초점은 인공 지능과 딥 러닝의 다양한 응용 분야로 옮겨졌다. 자율주행차, 의료, 고성능 컴퓨팅, 엔비디아 딥 러닝 연구소(Deep Learning Institute, DLI) 교육 등이 포함된다. GTC 2018에는 8,400명 이상의 참석자가 모였다. GTC 2020은 디지털 행사로 전환돼 약 5만9000명의 등록자를 모았다. 수년간의 원격 전용 이벤트 이후 GTC는 2024년 3월 캘리포니아 산호세에서 직접 대면 형식으로 돌아왔다.

## 제품 계열
엔비디아의 제품군에는 다음과 같은 그래픽 처리 장치, 무선 통신 장치, 자동차 하드웨어 및 소프트웨어가 포함된다.
- 지포스: 소비자 중심의 그래픽 처리 제품
- RTX: 전문 비주얼 컴퓨팅 그래픽 처리 제품(GTX 및 쿼드로 대체)
- NVS: 다중 디스플레이 비즈니스 그래픽 프로세서
- 테그라: 모바일 기기용 시스템 온 칩 시리즈
- 테슬라: 전문 및 과학 분야의 고급 이미지 생성 애플리케이션을 위한 전용 범용 GPU 라인
- 엔포스: 엔비디아가 인텔(셀러론, 펜티엄 및 코어 2) 및 AMD(애슬론 및 듀론) 마이크로프로세서용으로 제작한 메인보드 칩셋
- GRID: 그래픽 가상화를 위한 엔비디아의 하드웨어 및 서비스들의 모임
- 실드: 실드 포터블, 실드 태블릿 및 가장 최근에는 실드 안드로이드 TV를 포함한 다양한 게임 하드웨어
- 드라이브(Drive): 자율주행차 설계자와 제조업체를 위한 다양한 하드웨어 및 소프트웨어 제품이다. 드라이브PX 시리즈는 딥러닝을 통한 자율주행을 목표로 하는 고성능 컴퓨터 플랫폼. 반면에 드라이브웍스(Driveworks)는 무인자동차를 위한 운영체제다.
- 다양한 데이터 처리 장치인 블루필드(BlueField)는 원래 멜라녹스 테크놀로지스(Mellanox Technologies) 인수를 통해 물려받았다.
- 데이터센터/서버급 CPU, 코드명 그레이스(Grace), 2023년 출시
- DGX: 딥러닝 애플리케이션을 위해 설계된 엔터프라이즈 플랫폼
- Maxine: 개발자에게 AI 기반 회의 소프트웨어 제품군을 제공하는 플랫폼

### 그래픽 칩셋
- NV1
- 리바 128
- 리바 128ZX
- 리바 TNT
- 리바 TNT 2
- 리바 TNT 2 M64
- 리바 TNT 2 M64 VANTA
- 엔비디아 지포스 시리즈
  - 지포스 256

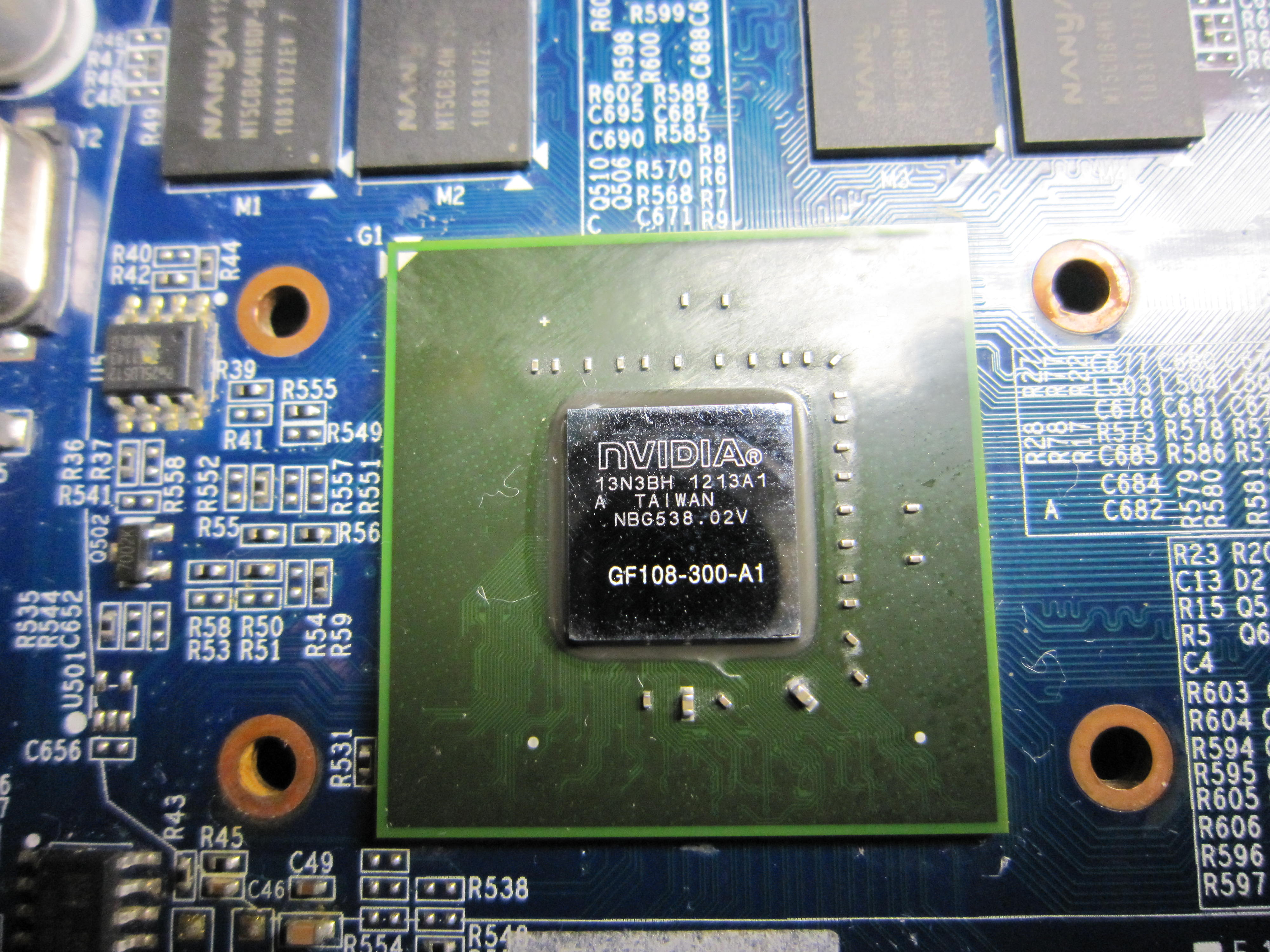
엔비디아그래픽칩셋

  - 지포스 2 시리즈 - MX시리즈 (100, 200, MX, 400), Pro, Ti, GTS
  - 지포스 3 시리즈 - Ti시리즈 (200, 500)
  - 지포스 4 시리즈 - MX시리즈 (420, 440, 460), Ti시리즈 (4200, 4400, 4400-8X, 4800SE, 4600, 4800)
  - 지포스 5(FX) 시리즈 - FX5200, FX5500, FX5600, FX5700, FX5900, FX5950 등
  - 지포스 6 시리즈 - 6200 (LE, TC), 6500 LE, 6600 (LE, GT ,XT), 6800 (LE, XT GS, GT, Ultra)
  - 지포스 7 시리즈 - 7100 (GS), 7200 (GS), 7300 (LE, GS, GT), 7600 (GS, GT, GST), 7800 (GS, GT, GTX), 7900 (GS, GT, GTX), 7950 (GT, GX2)
  - 지포스 8 시리즈 - 8300 GS, 8400 GS, 8500 GT, 8600 (GT, GTS), 8800 (GTS, GS, GT, GTS 512, GTX, Ultra). 지포스 8M 시리즈 - 8400M (G, GS, GT), 8600M (GS, GT), 8700M GT, 8800M (GTS, GTX)
  - 지포스 9 시리즈 - 9300 (gs), 9400 (GT), 9500 (GT), 9600 (GSO, GT), 9800 (GT, GTX, GTX+, GX2)
  - 지포스 100 시리즈 - G 100, GT 120, GT 130, GT 140, GTS 150
  - 지포스 200 시리즈 - G 210, GT 220, GT 230, GT 240, GTS 250, GTX 260, GTX275, GTX 280 ,GTX 285 , GTX 295
  - 지포스 300 시리즈 - GT 310, GT 315, GT 320, GT 330, GT 340
  - 지포스 400 시리즈 - GT 420, GT 430, GT 440, GTS 450, GTX 460, GTX460SE, GTX 465, GTX 470, GTX 480
  - 지포스 500 시리즈 - GTX 590, GTX 580, GTX 570, GTX 560Ti, GTX 550Ti, GTX560, GT520, GTX560SE GT 530
  - 지포스 600 시리즈 - GTX 690, GTX 680, GTX 670, GTX 660Ti, GTX 660, GTX 650TiBoost, GTX 650Ti, GTX 650, GT 640, GT 630, GT 620, GT 610
  - 지포스 700 시리즈 - GTX 780Ti, GTX 780, GTX 770, GTX 760, GTX 750Ti, GTX 750, GT 730, GT 720, GT 710
  - 지포스 900 시리즈 - GTX 950, GTX 960 2GB, GTX 960 4GB, GTX 970, GTX 980, GTX 980Ti
  - 지포스 TITAN 시리즈 - GTX TITAN, GTX TITAN Black, GTX TITAN Z, GTX TITAN X, GTX TITAN X(Pascal), GTX TITAN XP, TITAN V
  - 지포스 1000 시리즈 - GTX 1080Ti, GTX 1080,GTX 1070Ti, GTX 1070, GTX 1060 6GB, GTX 1060 3GB, GTX1060 5GB, GTX 1050Ti, GTX 1050,GTX 1660, GTX 1660Ti, GTX1660 supper, GTX 1650, GT 1030
  - 지포스 2000 시리즈 - RTX 2080Ti,RTX2080 SUPER, RTX 2080, RTX 2070, RTX2070 SUPER ,RTX 2060, RTX2060 SUPER ,RTX TITAN
  - 지포스 3000 시리즈 -RTX 3090, RTX3080, RTX 3070, RTX 3060TI, RTX 3060
- 엔비디아 쿼드로 시리즈 - 전문가 그래픽 작업용 칩셋
- 엔비디아 테슬라 시리즈 - 슈퍼컴퓨터용 GPU 칩셋
- 엔비디아 고포스 시리즈 - 임베디드/PDA, 휴대전화등의 모바일기기용 칩셋

## 논란

### GTX 970 하드웨어 사양
GTX970의 실제 사양이 광고하였던 것보다 낮은 것으로 밝혀졌다. 엔비디아는 내부구조 문제라고 해명했지만 사용자들에게 소송까지 당하였다.

## 같이 보기
- 지포스
- GPGPU
- 워크스테이션